# Christian Flechtenmacher
Christian Flechtenmacher (n. 24 septembrie 1785, Brașov – d. 13 mai 1843, Iași) a fost un jurist sas transilvănean stabilit în Principatul Moldovei. A fost tatăl muzicianului Alexandru Flechtenmacher, celebrul compozitor al Horei Unirii.
Este unul dintre cei mai de seamă juriști din viitoarea Românie din prima jumătate a secolului al XIX-lea, cu studiile de drept și filosofie absolvite la Viena.

## Biografie
Studiile liceale le-a urmat în Brașov, unde, după absolvire, a ocupat funcții administrative la Primăria orașului până în anul 1811, când a plecat la Viena, spre a se specializa în drept și filozofie.
Christian Flechtenmacher a fost adus în Iași de către domnitorul Scarlat Callimachi.
Noul domnitor, Mihail Sturdza, l-a ridicat la rangul de căminar (boier de rangul patru) și l-a numit pravilist și jurisconsult al statului, în Moldova, unde s-a străduit ca vechiul Drept românesc să fie pus în concordanță cu legile Apusului.
În afară de aceste funcții, Christian Flechtenmacher a avut și o activitate didactică: după reforma școlară din 1828 a fost o vreme profesor de limba latină la Academia Domnească din Iași, după care a predat la Academia Mihăileană din Iași, fiind primul profesor de legi de la această Academie. Și-a început aici activitatea didactică la 3 iunie 1830, la inaugurarea Facultății de drept, predând primul curs de legi în limba română, în calitatea sa de jurisconsult al statului.
De numele său se leagă elaborarea primului dicționar juridic românesc, publicat în 1815, având și o importantă contribuție la elaborarea Codului Calimach.
A fost tatăl compozitorului, violonistului și dirijorului Alexandru Flechtenmacher.